# John Heymans
John Heymans (* 9. Januar 1998 in Vilvoorde) ist ein belgischer Leichtathlet, der sich auf den Langstreckenlauf spezialisiert hat.

## Sportliche Laufbahn
Erste internationale Erfahrungen sammelte John Heymans bei den Crosslauf-Europameisterschaften 2019 in Lissabon, bei denen er nach 25:30 min auf Rang 24 im U23-Rennen gelangte. 2021 wurde er bei den Halleneuropameisterschaften in Toruń im 3000-Meter-Lauf in der Vorrunde disqualifiziert und bei den Crosslauf-Europameisterschaften 2022 in Turin gelangte er nach 30:21 min auf Rang 14 im Einzelrennen. Im Jahr darauf schied er bei den Halleneuropameisterschaften in Istanbul mit 7:57,87 min im Vorlauf über 3000 Meter aus und kam auch bei den Weltmeisterschaften in Budapest mit 13:39,67 min nicht über die Vorrunde über 5000 Meter hinaus. Im Dezember belegte er bei den Crosslauf-Europameisterschaften in Brüssel in 30:34 min den sechsten Platz und sicherte sich in der Teamwertung die Goldmedaille. Beim BU John Thomas Terrier Classic am 26. Januar 2024 in Boston, USA, brach Heymans den nationalen Hallenrekord über 5000 Meter in einer Zeit von 13:03:46, übertraf damit die Olympianorm von 13:05,00 min und qualifizierte sich für die Olympischen Spiele in Paris. Anschließend belegte er bei den Hallenweltmeisterschaften in Glasgow in 7:48,18 min den achten Platz über 3000 Meter. Im Juni gelangte er bei den Europameisterschaften in Rom mit 13:25,99 min auf den zehnten Platz über 5000 Meter. Anschließend wurde er bei den Olympischen Sommerspielen in Paris mit 13:19,25 min im Finale Elfter über 5000 Meter. Im Dezember lief er bei den Crosslauf-Europameisterschaften in Antalya nach 22:51 min auf dem 15. Platz im Einzelrennen ein und sicherte sich in der Teamwertung die Silbermedaille hinter dem spanischen Team.
2025 schied er bei den Halleneuropameisterschaften in Apeldoorn mit 7:59,36 min in der Vorrunde über 3000 Meter aus.
2021 wurde Heymans belgischer Hallenmeister im 3000-Meter-Lauf.

## Persönliche Bestzeiten
- 1500 Meter: 3:38,19 min, 26. Mai 2024 in Brüssel
- 3000 Meter: 7:57,25 min, 30. August 2020 in Vilvoorde
  - 3000 Meter (Halle): 7:37,05 min, 8. Februar 2025 in Boston (belgischer Rekord)
- 5000 Meter: 13:14,16 min, 5. Juli 2023 in Montgeron
  - 5000 Meter (Halle): 13:03,46 min, 26. Januar 2024 in Boston (belgischer Rekord)